# Grand Hotel Quisisana
Grand Hotel Quisisana este cel mai mare și unul dintre cele mai cunoscute hoteluri de pe insula Capri. Este situat în centrul vechi al orașului Capri, vizavi de Hotel Residenza Capri și de Villa Sanfelice, la sud de Piața Umberto I. Amenajat în grădini cu "clădiri răspândite [care] sunt vopsite într-un galben distinctiv și pe care se cațără vița de vie", el este și un celebru loc de luat masa în centrul istoric al orașului Capri. Medicul britanic George Sidney Clark a înființat un sanatoriu în 1845, transformându-l în 1861 în Grand Hotel Quisisana. "Qui si sana" înseamnă "aici se vindecă" în limba italiană.
Hotelul conține 148 de camere. Există opt săli de conferințe, dintre care una poate găzdui până la 500 de persoane. Restaurantul La Colombaia servește masa de prânz la restaurantul în aer liber de lângă piscină și servește fructe de mare proaspete, paste și pizza, preparate de pui și fructe, brânzeturi și produse de patiserie. Restaurantul Quisi din interior servește preparate din bucătăria italiană pentru cină, acompaniindu-le cu o muzică romantică. Acesta a fost citat ca fiind unul dintre cele mai bune restaurante hoteliere din Italia.
Începând din 1986, Grand Hotel este membru al consorțiului The Leading Hotels of the World. El este descris astfel: "Înconjurat de o parcare proprie luxuriantă, Quisisana este o adevărată oază de relaxare. Terase cu vedere la mare și spre grădini, și spațiile de cazare tradiționale, mobilate elegant - unele cu jacuzzi - sunt expresia perfectă a stilului Dolce Vita din Capri, celebru în Italia și în toată lumea. Staruri de cinema, membri ai caselor regale, politicieni și șefi de stat au ales cu toții Quisisana pentru a-și petrece vacanțele pe insula Capri, confirmând acest hotel ca pe unul dintre cele mai exclusiviste spații de cazare din lume." Printre oaspeții celebre ai acestui hotel s-au aflat scriitorul rus Maxim Gorki, cântărețul rus Feodor Șaliapin, Oscar Wilde (împreună cu amantul său, lordul Alfred Douglas) și industriașul german Friedrich Alfred Krupp. Alți oaspeți notabili au fost Tom Cruise, Sidney Sheldon, Gianni Agnelli, Claudette Colbert, Jean-Paul Sartre, Gerald Ford și Sting.